# Saint-Cybardeaux
 Saint-Cybardeaux  là một xã thuộc tỉnh Charente trong vùng Nouvelle-Aquitaine tây nam nước Pháp. Xã này có độ cao trung bình 74 mét trên mực nước biển.